# Apfelstädt (Gera)
Die Apfelstädt ist ein Fluss in Thüringen mit einer Länge von etwa 34 km. Sie ist ab dem Ablauf der Talsperre Tambach-Dietharz ein Gewässer erster Ordnung nach dem Thüringer Wassergesetz. Das Einzugsgebiet der Apfelstädt beträgt 372,2 km².

## Name
Der Fluss wird 1143 erstmals als Aphilste erwähnt. Die althochdeutsche Ausgangsform war *Aplusta und hatte die Bedeutung 'dort wo Äpfel/Apfelbäume wachsen'.

## Geografie
Die Apfelstädt entspringt unterhalb des Rennsteiges in 728 m ü. NN ungefähr fünf Kilometer südwestlich von Tambach-Dietharz. Der Fluss markiert im Thüringer Wald die Westgrenze des Flusssystems der Elbe.
Die Apfelstädt durchfließt zehn Gemarkungen: Tambach-Dietharz, Georgenthal (sowie OT Catterfeld, OT Herrenhof und OT Hohenkirchen), Schwabhausen, Drei Gleichen (OT Seebergen, OT Wechmar und OT Wandersleben) (hier Zufluss der Rot), Nesse-Apfelstädt (OT Apfelstädt, OT Neudietendorf (Zufluss des Weidbachs aus Mühlberg) und OT Ingersleben).
Die Ohra ist ihr Hauptzufluss, diese mündet nördlich von Ohrdruf ein. Nahe der zu Ingersleben gehörenden Siedlung Marienthal mündet die Apfelstädt in die Gera, wobei die Mündung bereits auf dem Gebiet des Erfurter Ortsteils Molsdorf liegt.

## Wirtschaftshistorie
Bis zum 20. Jahrhundert war das Wasser der Apfelstädt für bis zu 56 Mühlen entlang ihres Laufes von Bedeutung. Heute sind davon noch drei in Betrieb (Georgenthal, Wechmar und Ingersleben), während drei weitere als technische Museen dienen (Tambach-Dietharz, Georgenthal, Wechmar). Von 34 Mühlen sind zumindest die Gebäude noch erhalten, zum Teil mit ihrer Mühlentechnik. Bei Georgenthal wurde 1653 der Flößgraben gebaut, der Wasser aus der Apfelstädt ableitet. Heute wird sie für den Angelsport und bei hinreichendem Wasserstand auch gelegentlich von Kanuten genutzt. Bei Petriroda wurde zur Bewässerung ein von der Apfelstädt gespeister Teich angelegt. Bei Ohrdruf durchfließt die Apfelstädt ein Truppenübungsgelände der Bundeswehr. Hier dient sie dem Training zur Überwindung von Wasserhindernissen.

## Sehenswürdigkeiten
- Einen Großteil der Sehenswürdigkeiten entlang der Apfelstädt kann man bei einer Wanderung auf dem im April 2011 eröffneten Naturwanderweg Apfelstädtmühlen bewundern. Er führt von der Neuen Mühle bei Schwabhausen auf rund 20 km flussabwärts bis zur Einmündung in die Gera. Der Wanderer kommt an mehr als 18 ehemaligen Mühlenstandorten vorbei. Es ist vorgesehen, den Wanderweg bis zur Quelle zu verlängern.[5]
- Der Grenzdolomit in der Apfelstädt bei Wandersleben: eine natürlich entstandene Geländestufe, geologische Grenze zwischen Unterem und Mittlerem Keuper bei etwa 230 Mio. Jahren.
- Eine beliebte Sehenswürdigkeit am Fluss stellt die bei Ingersleben befindliche Marienthalbrücke dar. Auf Veranlassung des Reichsgrafen Gustav Adolf von Gotter, der auch der Besitzer des nahen Molsdorfer Schlosses war, wurde die aus gelbem Sandstein erbaute Brücke von 1751 bis 1752 an der Stelle einer Furt angelegt.

## Galerie

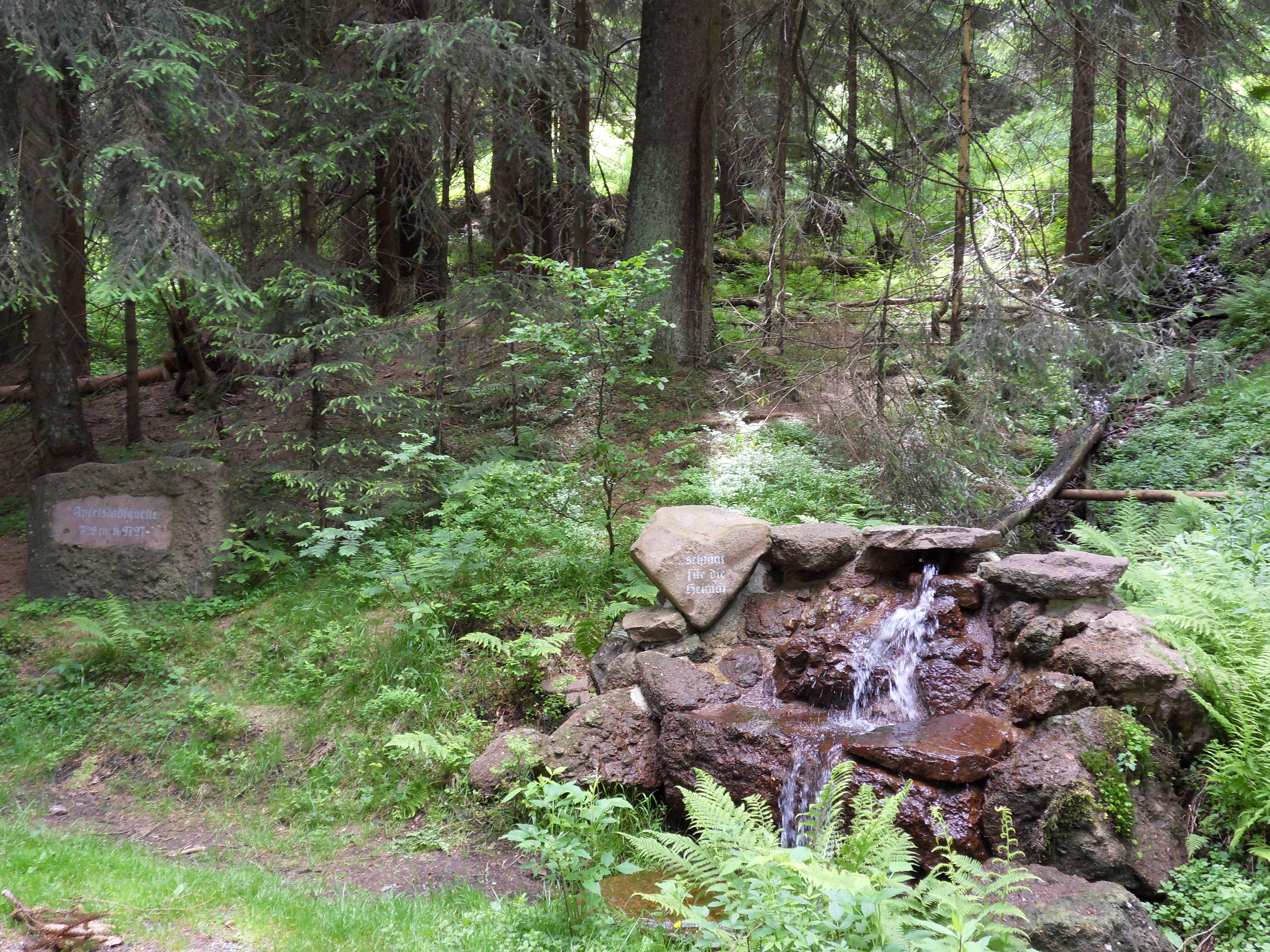
Quelle der Apfelstädt unterhalb der Schmalkalder Loibe am Rennsteig
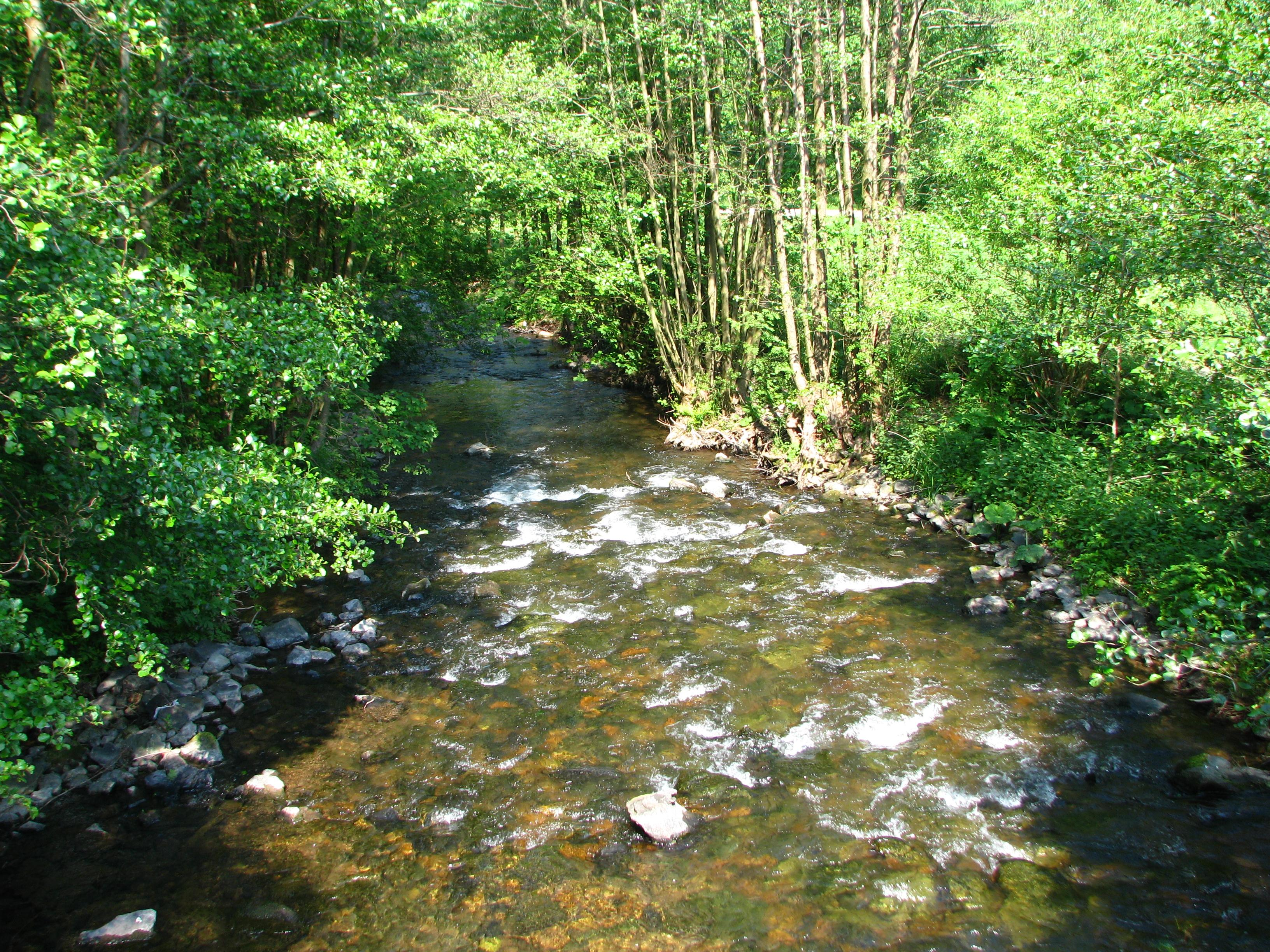
Apfelstädt zwischen Tambach-Dietharz und Georgenthal
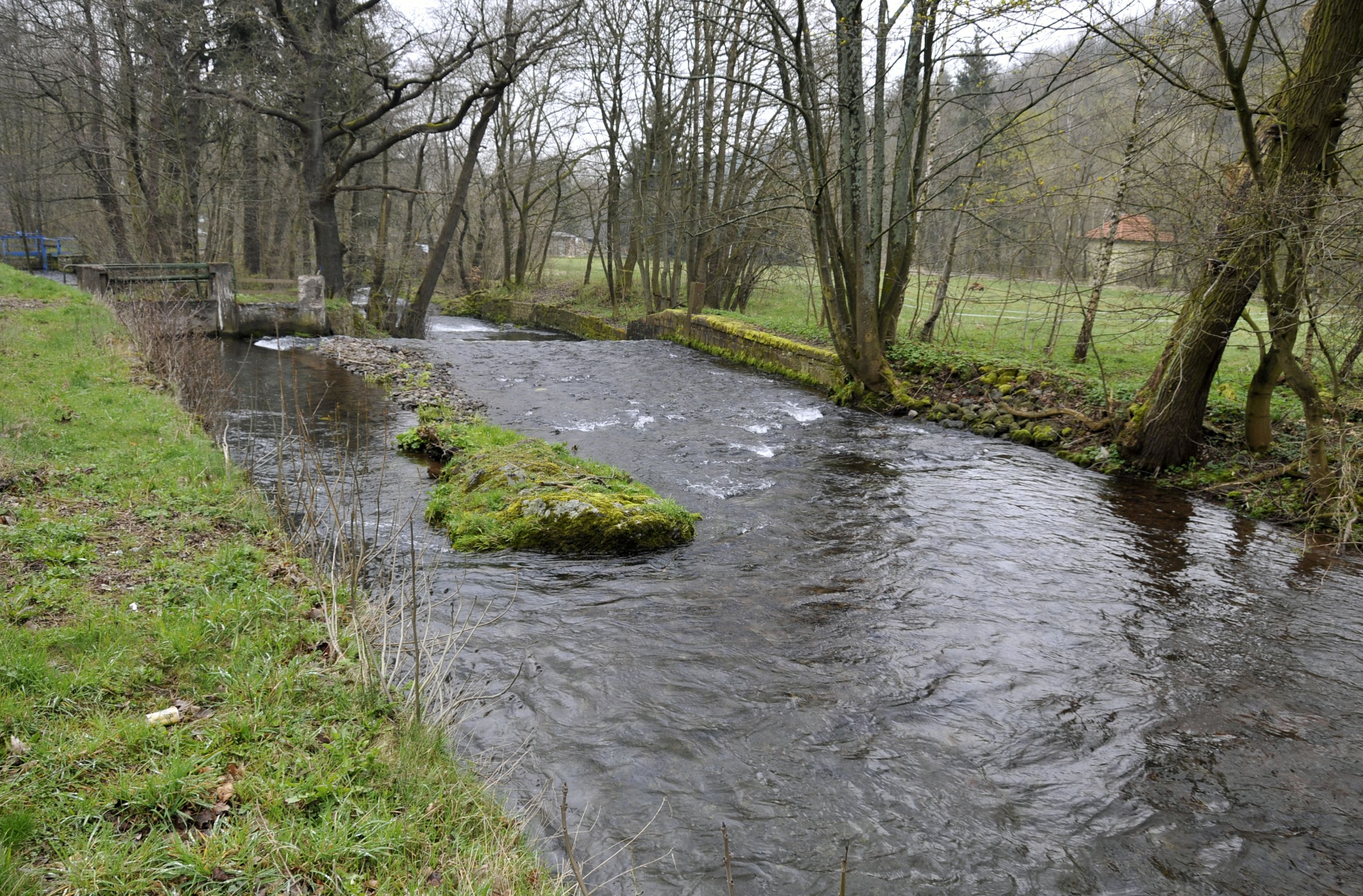
Die Abtrennung des Flößgrabens (links) bei Georgenthal
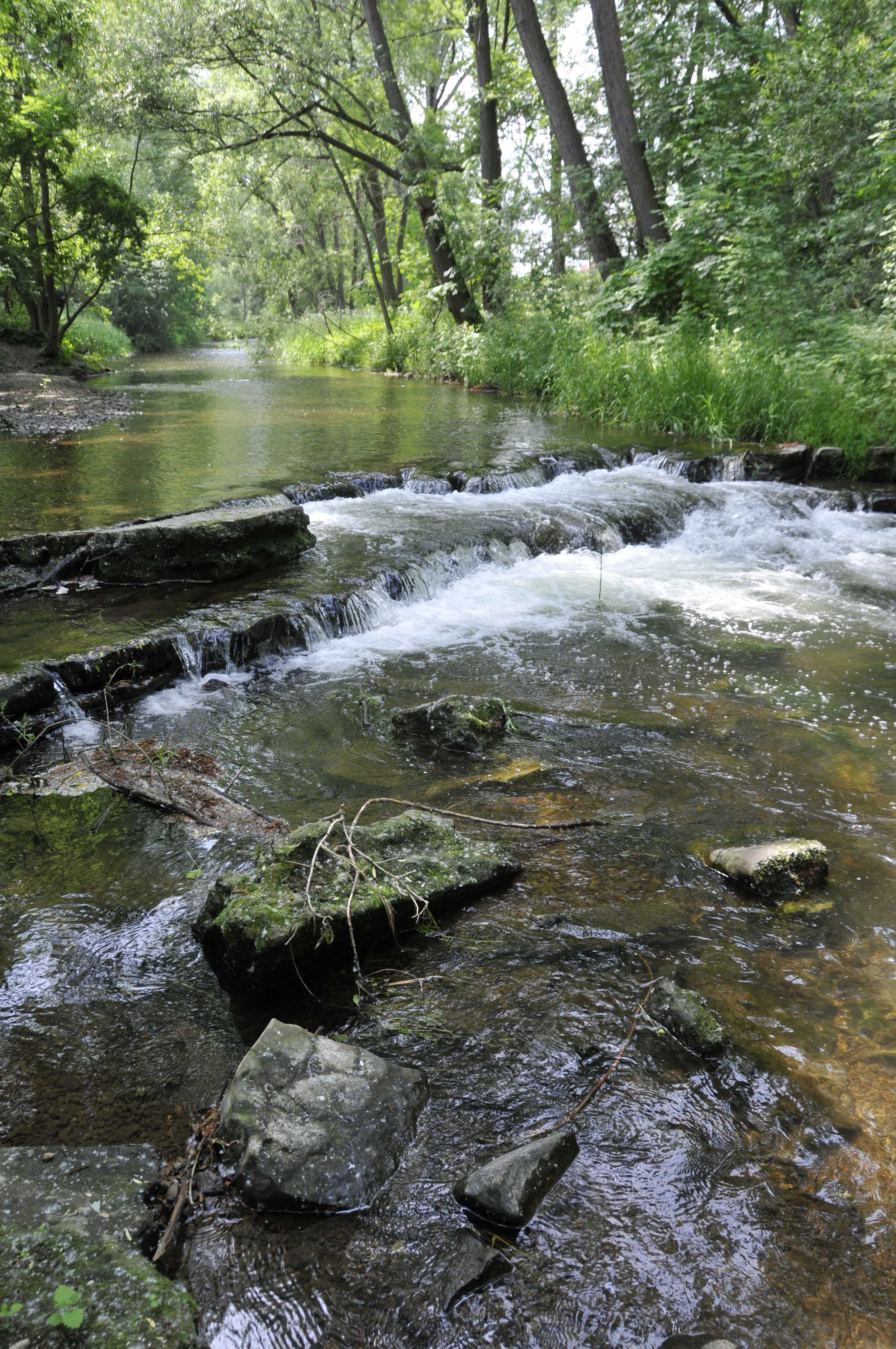
Die Apfelstädt überwindet bei Wandersleben den Grenzdolomit
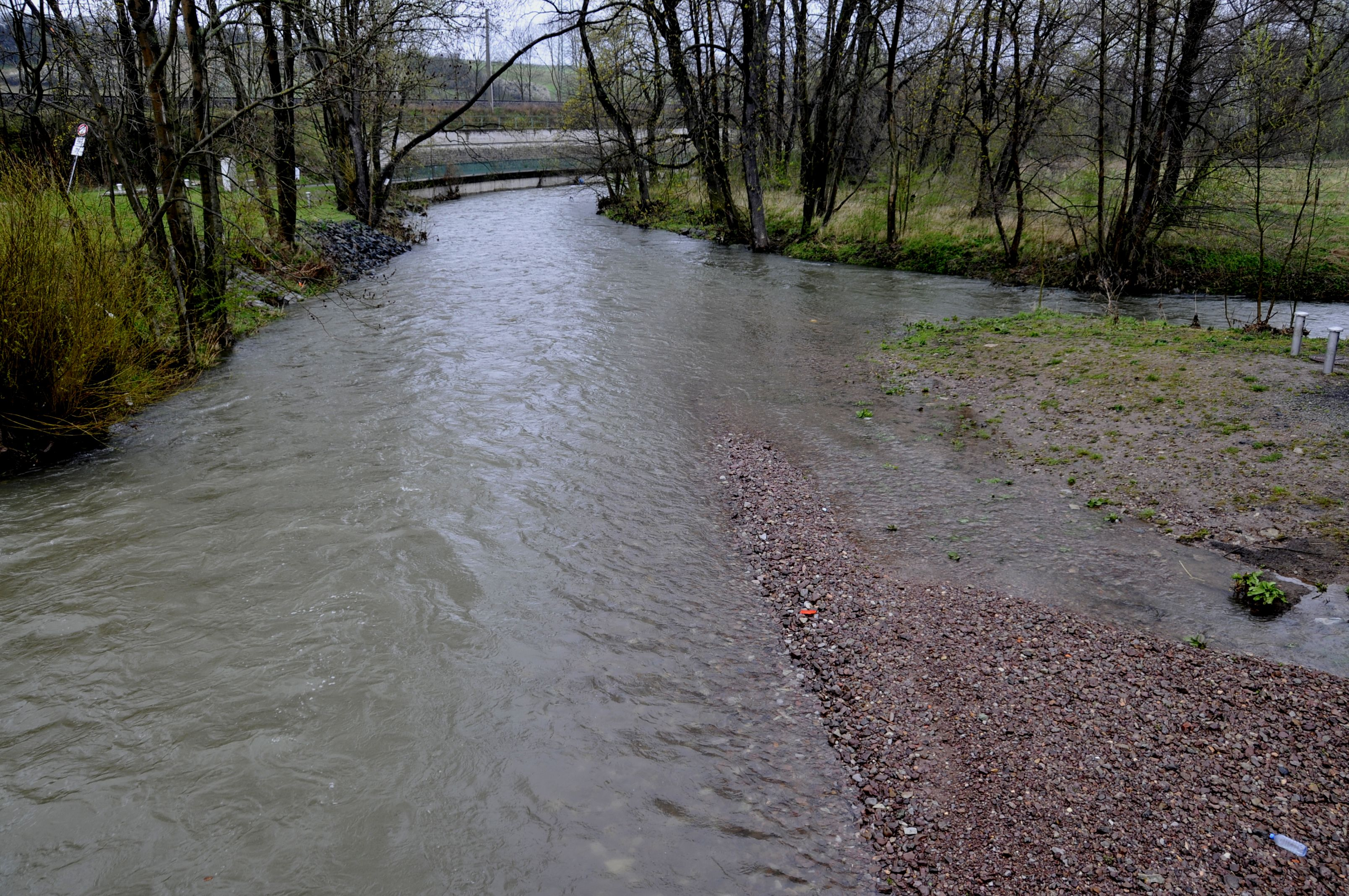
Mündung in die von rechts kommende Gera
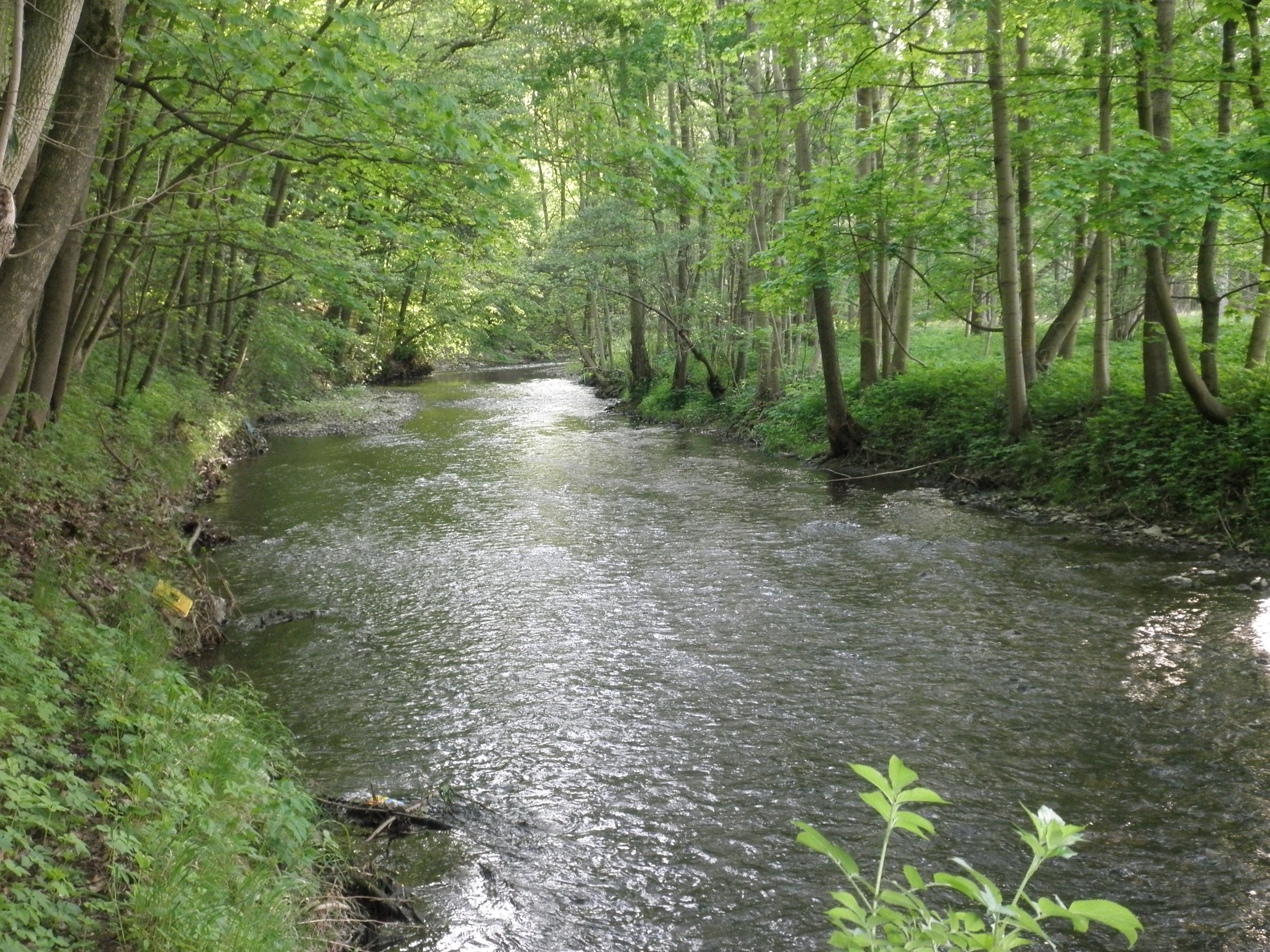
Apfelstädt vor Einmündung in die Gera
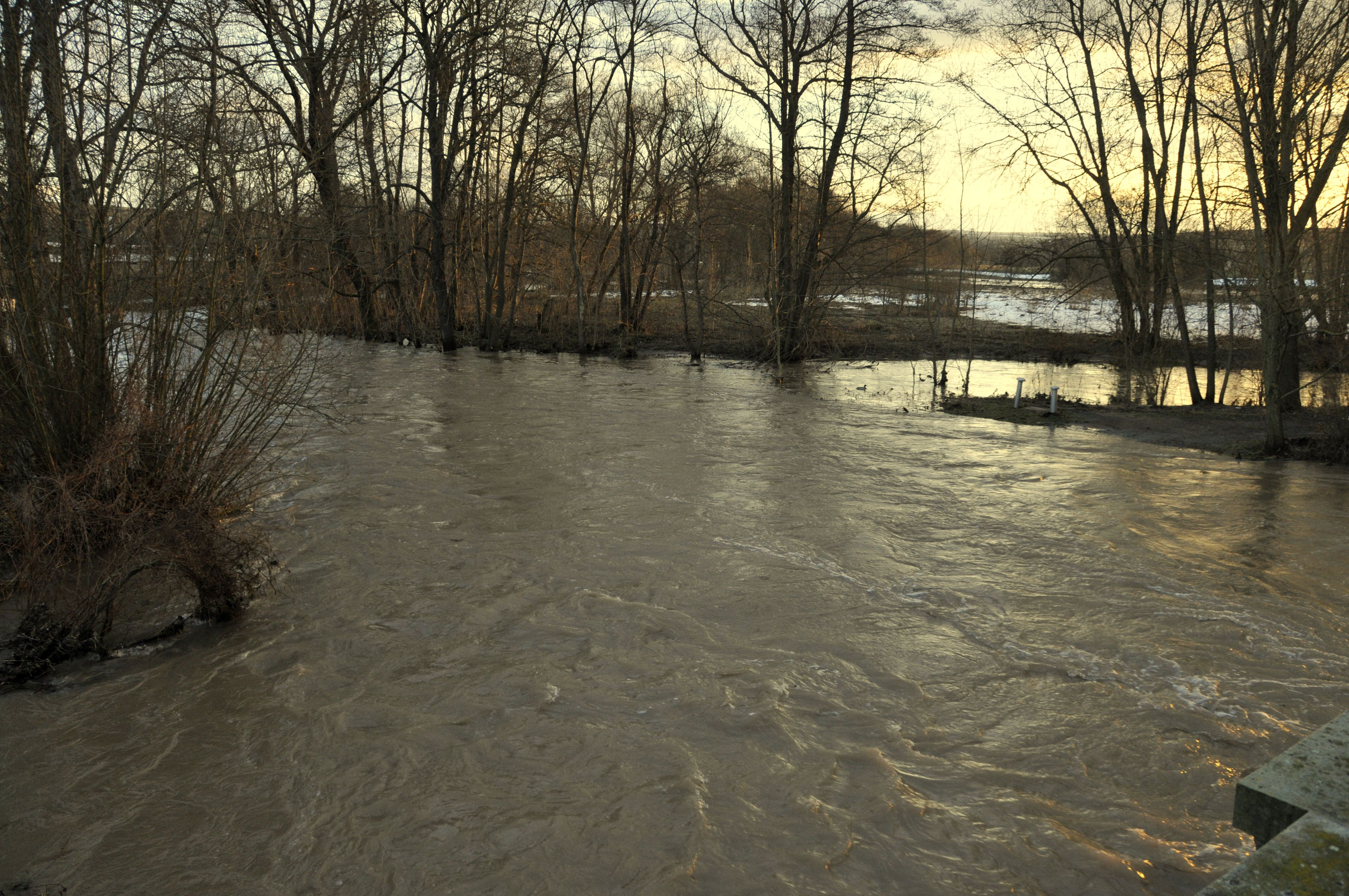
… bei Hochwasser